# Niklas Hoheneder
Niklas Hoheneder (Linz, 1986. augusztus 17. –) osztrák labdarúgó, aki jelenleg a Holstein Kiel hátvédje és Osztrák korosztályos válogatott.

## Pályafutása
Hoheneder a Union Lembach-ban kezdte pályafutását, majd a SK VÖEST Linz csapatába került és 1998-ban a LASK Linz együttesébe került. 2003-ban itt lett profi játékos. A Untersiebenbrun ellen a kispadon ült még, de 2004. május 14-én az SV Ried ellen már bemutatkozott kezdőként a bajnokságban. A szezon során még egy alkalommal pályára lépett az FC Wacker Innsbruck ellen. 2004. október 26-án a SV Wörgl ellen megszerezte első profi gólját is. A 2007-es szezonban a csapatával bajnoki címet ünnepeltek.
2009-ben elhagyta Ausztriát és Csehországba igazolt a Sparta Praha együtteséhez. Nehezen illeszkedettbe, de a tavaszi szezonra beverekedte magát a kezdőcsapatba, ahol az Európa-ligában is szerepelt csapatával. 2011. tavaszán kölcsönben visszatért Ausztriába az Austria Wien csapatához. A klub nem élt a 2014-ig meghosszabbítható szerződéssel. Ezért 2011-ben két évre aláírt a német Karlsruher SC-hez. 13 bajnoki mérkőzés után 2012-ben a szintén német RB Leipzig klubjába igazolt. A 2015-16-os szezont már az SC Paderborn 07 együttesénél töltötte, majd a szezon végén a Holstein Kiel-hez igazolt.
2005. május 29-én debütált a U19-es válogatottban a Görög U19-es válogatott ellen. A U21-es válogatott tagja is volt 17 mérkőzésen.

## Sikerei, díjai
LASK Linz
- Osztrák másodosztály bajnoka: 2007

Sparta Praha
- Cseh első osztály bajnoka: 2009-10
- Chemnitzer FC:
  - Regionalliga Nordost bajnok: 2018-19